# Список сезонів ФК «Десна»

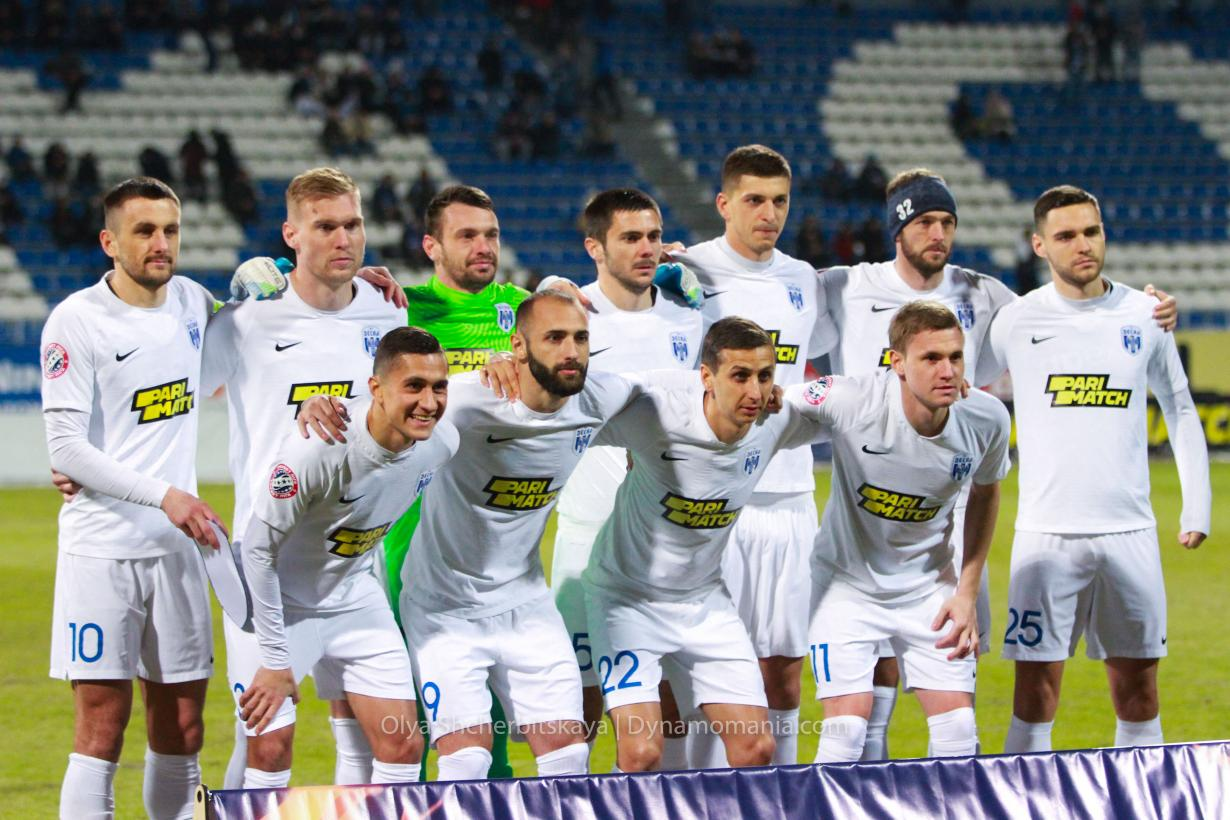
«Десна» перед матчем із «Динамо» в сезоні 2020/21

Список, наведений нижче, містить короткий опис усіх сезонів, зіграних українським футбольним клубом «Десна» (Чернігів). У списку наведені статистичні показники з 1960 року, коли команда вперше увійшла до складу учасників чемпіонату СРСР, дотепер. Список містить дані про всі досягнення клубу, а також про найкращих бомбардирів і головних тренерів команди в кожному сезоні. Бомбардир, відмічений жирним шрифтом, також ставав найкращим бомбардиром ліги у відповідному сезоні.
«Десна» була заснована 1960 року, до 1961 року команда мала назву «Авангард». За радянських часів «Десна» виступала в нижчих лігах чемпіонату СРСР. Зональні змагання, у яких брала участь команда, зазвичай одночасно вважалися розіграшами чемпіонату УРСР (тогочасна назва — «чемпіонат України»), за підсумками яких визначалися переможці й призери чемпіонату республіки. Першого вагомого успіху «Десна» досягла в сезоні 1961 року — 10-те місце в чемпіонаті УРСР серед команд класу «Б» (тодішній другий за силою з двох дивізіонів радянського футболу). Враховуючи, що в класі «А» на той час було три представники України, серед усіх українських команд чемпіонату СРСР «Десна» стала 13-ю — результат, що відповідає нинішній Прем'єр-лізі, який чернігівській команді вдалося перевершити лише через 57 років.

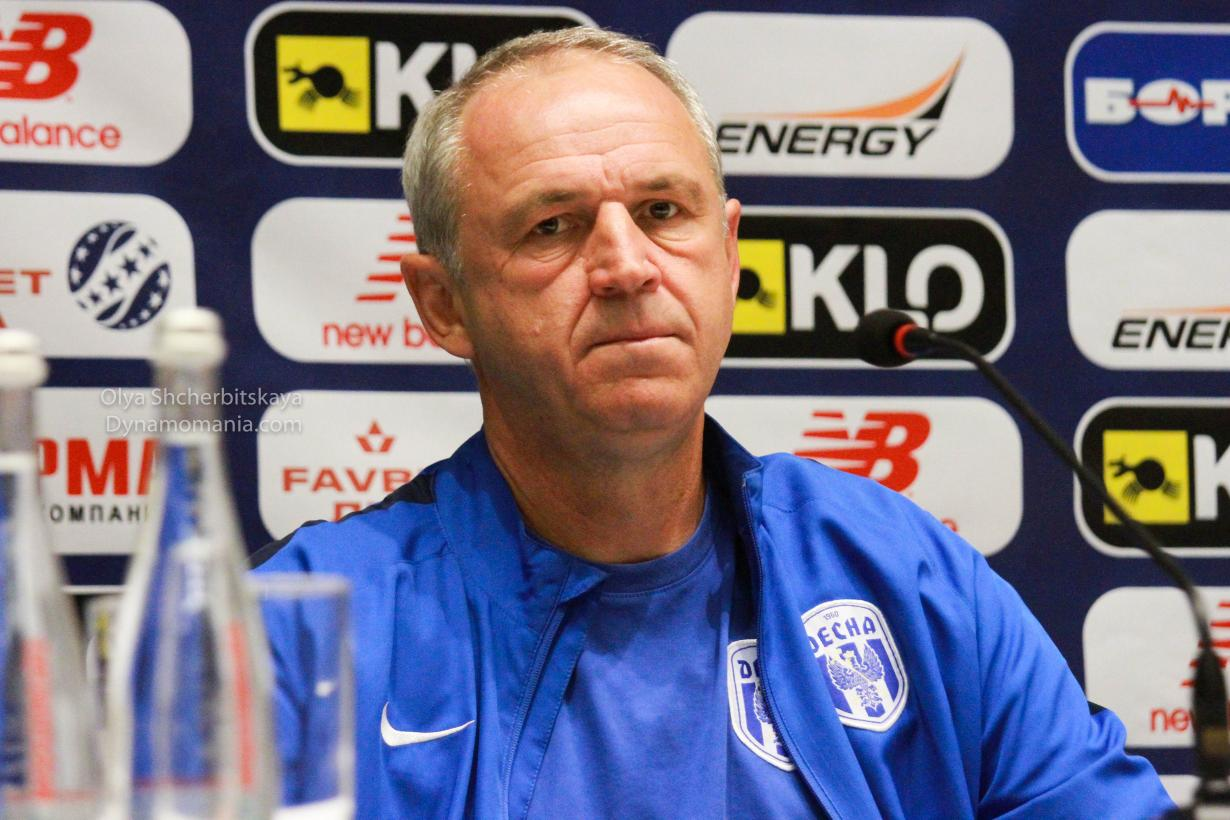
Під керівництвом Олександра Рябоконя «Десна» досягла найвагоміших успіхів у своїй історії — вийшла до Прем'єр-ліги, посіла 4-те місце в чемпіонаті України та дебютувала у єврокубках

1965 року сталося найгучніше досягнення команди в радянський період історії. Здобувши перемоги над шістьома суперниками, зокрема над представником елітного дивізіону — бакинським «Нафтовиком», «Десна» досягла 1/8 фіналу Кубка СРСР, де в драматичному протистоянні з казахським «Кайратом» поступилася з рахунком 3:4. 1968 року «Десна» посіла підсумкове 4-те місце в чемпіонаті УРСР серед команд класу «Б» й виборола путівку до другої групи класу «А», де за підсумками сезону 1970 року стала 11-ю серед 22 колективів. У перспективі планувалася боротьба за вихід у створювану тоді Першу лігу, проте наприкінці року новий керівник Чернігівської області вирішив розформувати команду. 1977 року «Десна» повернулася до виступів у регулярних змаганнях зусиллями її колишнього гравця Юхима Школьникова, який обійняв посаду головного тренера відродженої команди. 1982 року під його керівництвом «Десна» здобула титул віце-чемпіона УРСР.
У чемпіонаті незалежної України протягом більш, ніж двох десятиліть «Десна» чергувала періоди виступів у Першій та Другій лігах. Найбільші успіхи в історії клубу пов'язані з тренерською роботою Олександра Рябоконя, який безперервно очолював «Десну» понад десятиріччя — з 2012 по 2022 роки. У сезоні 2016/17 «Десна» виграла срібні медалі Першої ліги та вперше у своїй історії здобула право виступати в Прем'єр-лізі, проте не була допущена до участі в змаганнях елітного дивізіону у зв'язку з невидачею атестату Федерацією футболу України. Попри це, вже наступного сезону команда посіла 3-тє місце в Першій лізі й вийшла до Прем'єр-ліги за результатами плей-оф.
У сезоні 2019/20 «Десна» перебувала серед лідерів українського футболу, ведучи боротьбу з київським «Динамо» та луганською «Зорею» за 2-ге місце в чемпіонаті України, яке надавало право на участь у кваліфікації Ліги чемпіонів. Підсумком стало 4-те місце — найвище досягнення в історії клубу, завдяки якому він отримав право представляти Україну в 3-му кваліфікаційному раунді Ліги Європи. У своєму дебютному матчі в єврокубках «Десна» поступилася німецькому «Вольфсбургу» з рахунком 0:2. 2022 року внаслідок боїв за Чернігів під час російського вторгнення в Україну клуб вимушено зупинив виступи у змаганнях, проте за рішенням Загальних зборів учасників УПЛ зберігає за собою місце в еліті українського футболу.

## Список сезонів
Умовні позначення та скорочення:
| - Р — рівень у системі футбольних ліг країни - І — ігри - В — виграші - Н — нічиї - П — поразки - ЗМ — забиті м'ячі - ПМ — пропущені м'ячі | - О — очки - Від. — середня відвідуваність домашнього стадіону в матчах чемпіонату - Прим. — примітки - в.о. — виконувач обов'язків головного тренера - — підвищення в класі - — виліт у нижчу лігу |

| Переможець | Срібний призер | Бронзовий призер | Найвищі досягнення в турнірах за участю найсильніших команд країни |

### СРСР (1960—1991)
Виступи в чемпіонаті СРСР:
| Сезон                          | Ліга | Ліга                               | Ліга     | Ліга | Ліга | Ліга | Ліга | Ліга | Ліга | Ліга | Ліга | Кубок                            | Найкращий бомбардир            | Найкращий бомбардир | Головний тренер                                    | Прим.                       |
| Сезон                          | Р    | Дивізіон                           | Місце    | І    | В    | Н    | П    | ЗМ   | ПМ   | О    | Від. | Кубок                            | Ім'я                           | Голи                | Головний тренер                                    | Прим.                       |
| ------------------------------ | ---- | ---------------------------------- | -------- | ---- | ---- | ---- | ---- | ---- | ---- | ---- | ---- | -------------------------------- | ------------------------------ | ------------------- | -------------------------------------------------- | --------------------------- |
| 1960                           | ІІ   | Клас «Б» 1 зона чемпіонату УРСР    | 16 з 17  | 32   | 5    | 6    | 21   | 29   | 62   | 16   |      |                                  | Михайло Шанько                 | 9                   | Олександр Щанов Анатолій Жиган                     | [ 21 ]                      |
| 1961                           | ІІ   | Клас «Б» 1 зона чемпіонату УРСР    | 5 з 18   | 34   | 13   | 13   | 8    | 50   | 49   | 39   |      | Зональний етап 1 зона УРСР Фінал | Аркадій Гончаров               | 13                  | Йосип Ліфшиць                                      | [ 22 ] [ 23 ] [ 24 ] [ 25 ] |
| 1961                           | ІІ   | Стикові матчі зон УРСР             | 10 з 37  | 2    | 0    | 1    | 1    | 2    | 4    | —    |      | Зональний етап 1 зона УРСР Фінал | Аркадій Гончаров               | 13                  | Йосип Ліфшиць                                      | [ 22 ] [ 23 ] [ 24 ] [ 25 ] |
| 1962                           | ІІ   | Клас «Б» 3 зона чемпіонату УРСР    | 4 з 13   | 24   | 10   | 8    | 6    | 40   | 33   | 28   |      | Зональний етап Зона УРСР 1/8     | Володимир Гікаєв               | 12                  | Євген Горянський                                   | [ 26 ] [ 27 ] [ 28 ] [ 29 ] |
| 1962                           | ІІ   | Фінал чемпіонату УРСР              | 13 з 39  | 10   | 1    | 7    | 2    | 7    | 9    | 9    |      | Зональний етап Зона УРСР 1/8     | Володимир Гікаєв               | 12                  | Євген Горянський                                   | [ 26 ] [ 27 ] [ 28 ] [ 29 ] |
| 1963                           | ІІІ  | Клас «Б» 1 зона чемпіонату УРСР    | 11 з 20  | 38   | 12   | 12   | 14   | 35   | 42   | 36   |      | Зональний етап 1 зона УРСР 1/4   | Юхим Школьников                | 13                  | Михайло Чирко                                      | [ 30 ] [ 31 ] [ 32 ]        |
| 1963                           | ІІІ  | Стикові матчі зон УРСР             | 21 з 40  | 2    | 1    | 0    | 1    | 4    | 3    | —    |      | Зональний етап 1 зона УРСР 1/4   | Юхим Школьников                | 13                  | Михайло Чирко                                      | [ 30 ] [ 31 ] [ 32 ]        |
| 1964                           | ІІІ  | Клас «Б» 1 зона чемпіонату УРСР    | 11 з 16  | 30   | 8    | 10   | 12   | 23   | 31   | 26   |      | Зональний етап 1 зона УРСР Фінал | Юхим Школьников                | 11                  | Вадим Радзишевський                                | [ 23 ] [ 33 ] [ 34 ]        |
| 1964                           | ІІІ  | Фінал чемпіонату УРСР              | 25 з 41  | 10   | 4    | 5    | 1    | 15   | 8    | 13   |      | Зональний етап 1 зона УРСР Фінал | Юхим Школьников                | 11                  | Вадим Радзишевський                                | [ 23 ] [ 33 ] [ 34 ]        |
| 1965                           | ІІІ  | Клас «Б» 1 зона чемпіонату УРСР    | 9 з 16   | 30   | 8    | 14   | 8    | 32   | 33   | 30   |      | 1/8                              | Юхим Школьников                | 15                  | Валентин Тугарін                                   | [ 23 ] [ 35 ]               |
| 1965                           | ІІІ  | Фінал чемпіонату УРСР              | 21 з 45  | 10   | 4    | 2    | 4    | 13   | 14   | 10   |      | 1/8                              | Юхим Школьников                | 15                  | Валентин Тугарін                                   | [ 23 ] [ 35 ]               |
| 1966                           | ІІІ  | Клас «Б» 1 зона чемпіонату УРСР    | 2 з 20   | 38   | 19   | 11   | 8    | 56   | 36   | 49   |      | 1/128                            | Юхим Школьников                | 16                  | Валентин Тугарін Сергій Коршунов                   | [ 23 ] [ 36 ] [ 37 ]        |
| 1966                           | ІІІ  | Стикові матчі зон УРСР             | 4 з 40   | 2    | 0    | 1    | 1    | 0    | 2    | —    |      | 1/128                            | Юхим Школьников                | 16                  | Валентин Тугарін Сергій Коршунов                   | [ 23 ] [ 36 ] [ 37 ]        |
| 1967                           | ІІІ  | Клас «Б» 1 зона чемпіонату УРСР    | 8 з 21   | 40   | 17   | 11   | 12   | 44   | 33   | 45   |      | Зональний етап 1 зона УРСР 1/8   | Юхим Школьников                | 15                  | Віктор Жильцов Євген Лемешко                       | [ 23 ] [ 38 ] [ 39 ]        |
| 1968                           | ІІІ  | Клас «Б» 2 зона чемпіонату УРСР    | 3 з 21   | 40   | 24   | 6    | 10   | 50   | 27   | 54   |      | Зональний етап Зона Криму Фінал  | Юрій Панов                     | 17                  | Валентин Тугарін                                   | [ 23 ] [ 40 ] [ 41 ]        |
| 1968                           | ІІІ  | Фінал чемпіонату УРСР              | 4 з 43   | 7    | 3    | 2    | 2    | 6    | 6    | 8    |      | Зональний етап Зона Криму Фінал  | Юрій Панов                     | 17                  | Валентин Тугарін                                   | [ 23 ] [ 40 ] [ 41 ]        |
| 1969                           | ІІ   | Клас «А» — 2 група 3 підгрупа      | 18 з 22  | 42   | 11   | 14   | 17   | 30   | 59   | 36   |      | 1/128                            | Юрій Панов                     | 8                   | Валентин Тугарін Володимир Онищенко Олег Базилевич | [ 42 ] [ 43 ] [ 44 ] [ 45 ] |
| 1970                           | ІІІ  | Клас «А» — 2 група Чемпіонат УРСР  | 11 з 22  | 42   | 17   | 10   | 15   | 43   | 45   | 44   |      | 1/128                            | Андрій Процко                  | 8                   | Олег Базилевич                                     | [ 46 ] [ 47 ] [ 48 ] [ 49 ] |
| Команду тимчасово розформували |      |                                    |          |      |      |      |      |      |      |      |      |                                  |                                |                     |                                                    |                             |
| 1977                           | ІІІ  | Друга ліга Чемпіонат УРСР          | 14 з 23  | 44   | 11   | 16   | 17   | 34   | 42   | 38   |      |                                  | Григорій Фощій Володимир Стоян | 8                   | Юхим Школьников                                    | [ 50 ] [ 51 ]               |
| 1978                           | ІІІ  | Друга ліга Чемпіонат УРСР          | 11 з 23  | 44   | 16   | 13   | 15   | 37   | 33   | 45   |      |                                  | Володимир Лобанов              | 9                   | Юхим Школьников                                    | [ 52 ] [ 53 ]               |
| 1979                           | ІІІ  | Друга ліга Чемпіонат УРСР          | 17 з 24  | 46   | 13   | 12   | 21   | 37   | 57   | 38   |      |                                  | Геннадій Горшков               | 11                  | Юхим Школьников                                    | [ 54 ] [ 55 ]               |
| 1980                           | ІІІ  | Друга ліга Чемпіонат УРСР          | 8 з 23   | 44   | 18   | 13   | 13   | 50   | 29   | 49   |      |                                  | Геннадій Горшков               | 10                  | Юхим Школьников                                    | [ 56 ] [ 57 ]               |
| 1981                           | ІІІ  | Друга ліга Чемпіонат УРСР          | 12 з 23  | 44   | 13   | 15   | 16   | 48   | 38   | 41   |      |                                  | Геннадій Горшков               | 14                  | Юхим Школьников                                    | [ 58 ] [ 59 ]               |
| 1982                           | ІІІ  | Друга ліга Чемпіонат УРСР          | 2 з 24   | 46   | 26   | 10   | 10   | 64   | 37   | 62   |      |                                  | Геннадій Горшков               | 14                  | Юхим Школьников                                    | [ 12 ] [ 60 ]               |
| 1983                           | ІІІ  | Друга ліга Чемпіонат УРСР          | 23 з 26  | 50   | 16   | 8    | 26   | 50   | 66   | 40   |      |                                  | Геннадій Горшков               | 19                  | Андрій Процко (в.о.) Євген Горянський              | [ 61 ] [ 62 ]               |
| 1984                           | ІІІ  | Друга ліга 1 група чемпіонату УРСР | 11 з 13  | 24   | 6    | 5    | 13   | 24   | 39   | 17   |      |                                  | Геннадій Горшков               | 14                  | Євген Горянський                                   | [ 63 ] [ 64 ]               |
| 1984                           | ІІІ  | Фінал чемпіонату УРСР              | 20 з 26  | 38   | 12   | 8    | 18   | 44   | 63   | 32   |      |                                  | Геннадій Горшков               | 14                  | Євген Горянський                                   | [ 63 ] [ 64 ]               |
| 1985                           | ІІІ  | Друга ліга 1 група чемпіонату УРСР | 10 з 14  | 26   | 7    | 6    | 13   | 26   | 36   | 20   | 4145 |                                  | Геннадій Горшков               | 17                  | Михайло Фоменко                                    | [ 65 ] [ 66 ] [ 67 ]        |
| 1985                           | ІІІ  | Фінал чемпіонату УРСР              | 21 з 28  | 40   | 13   | 9    | 18   | 42   | 55   | 35   | 4145 |                                  | Геннадій Горшков               | 17                  | Михайло Фоменко                                    | [ 65 ] [ 66 ] [ 67 ]        |
| 1986                           | ІІІ  | Друга ліга 1 група чемпіонату УРСР | 10 з 14  | 26   | 8    | 7    | 11   | 25   | 31   | 23   | 2515 |                                  | Володимир Жилін                | 8                   | Михайло Фоменко                                    | [ 68 ] [ 69 ] [ 70 ]        |
| 1986                           | ІІІ  | Фінал чемпіонату УРСР              | 23 з 28  | 40   | 13   | 10   | 17   | 37   | 44   | 36   | 2515 |                                  | Володимир Жилін                | 8                   | Михайло Фоменко                                    | [ 68 ] [ 69 ] [ 70 ]        |
| 1987                           | ІІІ  | Друга ліга Чемпіонат УРСР          | 24 з 27  | 52   | 11   | 17   | 24   | 48   | 80   | 39   | 4092 |                                  | Володимир Жилін                | 11                  | Андрій Процко                                      | [ 71 ] [ 72 ] [ 73 ]        |
| 1988                           | ІІІ  | Друга ліга Чемпіонат УРСР          | 21 з 26  | 50   | 14   | 14   | 22   | 42   | 59   | 42   | 3364 |                                  | Микола Литвин                  | 8                   | Анатолій Молотай Михайло Дунець                    | [ 74 ] [ 75 ] [ 76 ]        |
| 1989                           | ІІІ  | Друга ліга 5 зона                  | 17 з 22  | 42   | 14   | 8    | 20   | 39   | 54   | 36   | 3248 |                                  | Микола Литвин                  | 9                   | Михайло Дунець Андрій Процко (в.о.)                | [ 77 ] [ 78 ]               |
| 1990                           | IV   | Друга нижча ліга Чемпіонат УРСР    | 12 з 19  | 36   | 13   | 6    | 17   | 35   | 39   | 32   | 3333 | Кубок УРСР 1/2                   | Ігор Четверик                  | 11                  | → Юрій Грузнов                                     | [ 79 ] [ 80 ] [ 81 ]        |
| 1991                           | IV   | Друга нижча ліга Чемпіонат УРСР    | 13 из 26 | 50   | 20   | 9    | 21   | 59   | 59   | 49   | 2080 | Кубок УРСР 1/4                   | Ігор Четверик Юрій Яковенко    | 12                  | → Юрій Грузнов                                     | [ 82 ] [ 83 ] [ 84 ]        |

### Україна (з 1992)
Виступи в чемпіонаті України:
| Сезон                                                               | Ліга | Ліга                          | Ліга    | Ліга | Ліга | Ліга | Ліга | Ліга | Ліга | Ліга | Ліга | Кубок                  | Єврокубки               | Найкращий бомбардир                                      | Найкращий бомбардир | Головний тренер                                    | Прим.                   |
| Сезон                                                               | Р    | Дивізіон                      | Місце   | І    | В    | Н    | П    | ЗМ   | ПМ   | О    | Від. | Кубок                  | Єврокубки               | Ім'я                                                     | Голи                | Головний тренер                                    | Прим.                   |
| ------------------------------------------------------------------- | ---- | ----------------------------- | ------- | ---- | ---- | ---- | ---- | ---- | ---- | ---- | ---- | ---------------------- | ----------------------- | -------------------------------------------------------- | ------------------- | -------------------------------------------------- | ----------------------- |
| 1992                                                                | ІІ   | Перша ліга Група «А»          | 5 з 14  | 26   | 11   | 7    | 8    | 23   | 24   | 29   | 2231 | 1/32                   |                         | Юрій Овчаренко                                           | 7                   | Юрій Грузнов                                       | [ 85 ] [ 86 ]           |
| 1992/93                                                             | ІІ   | Перша ліга                    | 19 з 22 | 42   | 13   | 9    | 20   | 42   | 49   | 35   | 1819 | 1/64                   |                         | Юрій Овчаренко                                           | 11                  | Юрій Грузнов                                       | [ 87 ] [ 88 ]           |
| 1993/94                                                             | ІІ   | Перша ліга                    | 20 з 20 | 38   | 7    | 10   | 21   | 29   | 53   | 24   | 1842 | 1/16                   |                         | Ігор Четверик                                            | 9                   | Андрій Процко (в.о.) Віктор Дубіно                 | [ 89 ] [ 90 ]           |
| 1994/95                                                             | ІІІ  | Друга ліга                    | 11 з 22 | 42   | 17   | 7    | 18   | 44   | 43   | 58   | 1736 | 1/32                   |                         | Петро Пилипейко                                          | 10                  | Віктор Дубіно Андрій Процко                        | [ 91 ] [ 92 ] [ 93 ]    |
| 1995/96                                                             | ІІІ  | Друга ліга Група «А»          | 7 з 21  | 40   | 21   | 9    | 10   | 55   | 30   | 72   | 2000 | 1/32                   |                         | Петро Пилипейко                                          | 15                  | Андрій Процко                                      | [ 94 ] [ 92 ] [ 95 ]    |
| 1996/97                                                             | ІІІ  | Друга ліга Група «А»          | 1 з 16  | 30   | 20   | 6    | 4    | 39   | 12   | 66   | 2740 | 1/32                   |                         | Юрій Овчаренко                                           | 9                   | Андрій Процко Юхим Школьников                      | [ 96 ] [ 97 ] [ 98 ]    |
| 1997/98                                                             | ІІ   | Перша ліга                    | 15 з 22 | 42   | 14   | 12   | 16   | 45   | 53   | 54   | 3433 | 1/16                   |                         | Орест Атаманчук                                          | 10                  | Юхим Школьников                                    | [ 99 ] [ 100 ]          |
| 1998/99                                                             | ІІ   | Перша ліга                    | 19 з 20 | 38   | 7    | 6    | 25   | 28   | 60   | 27   | 1944 | 1/16                   |                         | Гоча Гогохія                                             | 4                   | Юхим Школьников                                    | [ 101 ] [ 102 ]         |
| 1999/00                                                             | ІІІ  | Друга ліга Група «В»          | 9 з 14  | 26   | 11   | 5    | 10   | 27   | 32   | 38   | 2542 | Кубок Другої ліги 1/16 |                         | Володимир Авраменко Олександр Кожем'яченко Юрій Яковенко | 5                   | Юрій Грузнов                                       | [ 103 ] [ 104 ]         |
| 2000/01                                                             | ІІІ  | Друга ліга Група «В»          | 2 з 16  | 30   | 18   | 5    | 7    | 66   | 29   | 59   | 5200 | Кубок Другої ліги 1/16 |                         | Юрій Яковенко                                            | 16                  | Юрій Грузнов                                       | [ 105 ] [ 106 ]         |
| 2001/02                                                             | ІІІ  | Друга ліга Група «В»          | 4 з 18  | 34   | 18   | 6    | 10   | 57   | 43   | 60   | 5235 | 1 етап                 |                         | Олександр Кожем'яченко                                   | 15                  | Юрій Грузнов                                       | [ 107 ] [ 108 ]         |
| 2002/03                                                             | ІІІ  | Друга ліга Група «В»          | 3 з 15  | 28   | 19   | 1    | 8    | 36   | 25   | 58   | 4616 | 1/32                   |                         | Володимир Авраменко Артем Перевозчіков                   | 6                   | Вадим Лазоренко                                    | [ 109 ]                 |
| 2003/04                                                             | ІІІ  | Друга ліга Група «В»          | 2 з 16  | 30   | 23   | 5    | 2    | 67   | 25   | 74   | 6520 | 1/32                   |                         | Олександр Кожем'яченко                                   | 15                  | Вадим Лазоренко                                    | [ 110 ] [ 111 ]         |
| 2004/05                                                             | ІІІ  | Друга ліга Група «В»          | 2 з 15  | 28   | 21   | 4    | 3    | 59   | 26   | 67   | 6385 | 1/8                    |                         | Олександр Кожем'яченко                                   | 20                  | Олександр Томах                                    | [ 112 ]                 |
| 2005/06                                                             | ІІІ  | Друга ліга Група «А»          | 1 з 15  | 28   | 24   | 2    | 2    | 76   | 13   | 74   | 4264 | 1/32                   |                         | Олександр Кожем'яченко                                   | 22                  | Олександр Томах                                    | [ 113 ] [ 114 ]         |
| 2006/07                                                             | ІІ   | Перша ліга                    | 14 з 19 | 36   | 11   | 8    | 17   | 51   | 58   | 41   | 3961 | 1/16                   |                         | Валентин Круковець                                       | 13                  | Олександр Томах                                    | [ 115 ] [ 116 ]         |
| 2007/08                                                             | ІІ   | Перша ліга                    | 4 з 20  | 38   | 20   | 7    | 11   | 61   | 44   | 67   | 6684 | 1/8                    |                         | Володимир Постолатьєв                                    | 10                  | Сергій Кучеренко                                   | [ 117 ] [ 118 ]         |
| 2008/09                                                             | ІІ   | Перша ліга                    | 7 з 17  | 32   | 13   | 8    | 11   | 31   | 33   | 47   | 3100 | 1/16                   |                         | Руслан Зейналов                                          | 6                   | Сергій Кучеренко Олександр Рябоконь Михайло Дунець | [ 119 ] [ 120 ]         |
| 2009/10                                                             | ІІ   | Перша ліга                    | 8 з 18  | 34   | 12   | 12   | 10   | 38   | 30   | 48   | 1851 | 2 раунд                |                         | Сергій Грибанов                                          | 14                  | Олександр Рябоконь                                 | [ 121 ] [ 122 ]         |
| 2010/11                                                             | ІІІ  | Друга ліга Група «А»          | 5 з 12  | 22   | 12   | 4    | 6    | 38   | 24   | 40   | 833  | 1 раунд                |                         | Олександр Кожем'яченко                                   | 12                  | Олексій Скала Анатолій Беляй                       | [ 123 ] [ 124 ]         |
| 2011/12                                                             | ІІІ  | Друга ліга Група «А»          | 2 з 14  | 26   | 18   | 5    | 3    | 48   | 19   | 59   | 1133 | 2 раунд                |                         | Роман Полтавець                                          | 8                   | Олександр Дериберін Олександр Рябоконь             | [ 126 ] [ 127 ]         |
| 2012/13                                                             | ІІІ  | Друга ліга 1 етап — група «А» | 1 з 11  | 20   | 14   | 6    | 0    | 35   | 12   | 48   | 1042 | 1/16                   |                         | Петро Кондратюк                                          | 11                  | Олександр Рябоконь                                 | [ 128 ] [ 129 ]         |
| 2012/13                                                             | ІІІ  | 2 етап — група 1              | 1 з 6   | 30   | 20   | 9    | 1    | 55   | 22   | 69   | 1042 | 1/16                   |                         | Петро Кондратюк                                          | 11                  | Олександр Рябоконь                                 | [ 128 ] [ 129 ]         |
| 2012/13                                                             | ІІІ  | Матчі за 1 місце              | 1 з 21  | 2    | 1    | 0    | 1    | 3    | 3    | —    | 1042 | 1/16                   |                         | Петро Кондратюк                                          | 11                  | Олександр Рябоконь                                 | [ 128 ] [ 129 ]         |
| 2013/14                                                             | ІІ   | Перша ліга                    | 5 з 16  | 30   | 14   | 2    | 14   | 33   | 27   | 44   | 1273 | 1/4                    |                         | Євгеній Чепурненко                                       | 7                   | Олександр Рябоконь                                 | [ 130 ] [ 131 ]         |
| 2014/15                                                             | ІІ   | Перша ліга                    | 5 з 16  | 30   | 12   | 11   | 7    | 44   | 27   | 47   | 886  | 1/16                   |                         | Єгор Картушов Петро Кондратюк                            | 7                   | Олександр Рябоконь                                 | [ 132 ] [ 133 ]         |
| 2015/16                                                             | ІІ   | Перша ліга                    | 8 з 16  | 30   | 11   | 7    | 12   | 30   | 30   | 40   | 1513 | 1/16                   |                         | Євгеній Чепурненко                                       | 11                  | Олександр Рябоконь                                 | [ 134 ] [ 135 ]         |
| 2016/17                                                             | ІІ   | Перша ліга                    | 2 з 18  | 34   | 22   | 8    | 4    | 55   | 23   | 74   | 505  | 1/8                    |                         | Олександр Філіппов                                       | 11                  | Олександр Рябоконь                                 | [ 13 ] [ 136 ]          |
| 2017/18                                                             | ІІ   | Перша ліга                    | 3 з 18  | 34   | 22   | 5    | 7    | 71   | 25   | 71   | 2764 | 1/4                    |                         | Денис Фаворов                                            | 14                  | Олександр Рябоконь                                 | [ 14 ] [ 137 ]          |
| 2018/19                                                             | І    | Прем'єр-ліга                  | 8 з 12  | 32   | 12   | 5    | 15   | 35   | 41   | 41   | 3268 | 1/8                    |                         | Денис Фаворов                                            | 7                   | Олександр Рябоконь                                 | [ 138 ]                 |
| 2019/20                                                             | І    | Прем'єр-ліга                  | 4 з 12  | 32   | 17   | 5    | 10   | 59   | 33   | 56   | 3920 | 1/4                    |                         | Олександр Філіппов                                       | 16                  | Олександр Рябоконь                                 | [ 18 ] [ 139 ]          |
| 2020/21                                                             | І    | Прем'єр-ліга                  | 6 з 14  | 26   | 10   | 8    | 8    | 38   | 32   | 38   | 1460 | 1/8                    | Ліга Європи 3 кв. раунд | Андрій Тотовицький                                       | 9                   | Олександр Рябоконь                                 | [ 140 ] [ 141 ]         |
| 2021/22                                                             | І    | Прем'єр-ліга                  | 7 з 16  | 18   | 7    | 4    | 7    | 22   | 27   | 25   | 2140 | 1/16                   |                         | Денис Безбородько                                        | 7                   | Олександр Рябоконь                                 | [ 143 ] [ 144 ] [ 145 ] |
| Команда тимчасово зупинила виступи внаслідок російського вторгнення |      |                               |         |      |      |      |      |      |      |      |      |                        |                         |                                                          |                     |                                                    |                         |